# Nicky Samuels
Pour les articles homonymes, voir Samuels.
Nicky Samuels, née le 28 février 1983 à Whangarei, est une triathlète néo-zélandaise. Elle est championne du monde d'aquathlon (2012) et championne du monde de Xterra (2013).

## Biographie
Nicky Samuels suit des études jusqu'en 2004 à l'Université d'Otago. Elle  commence le triathlon en 2003 et connait des succès dans son groupe d'âge. Elle remporte plusieurs fois le championnat national de Nouvelle-Zélande avant de connaitre son premier succès international sur l’étape de coupe du monde de Mooloolaba en Australie en prenant la première place. Elle fait partie de l’équipe de nationale et participe également à des compétitions de cyclisme sur route, elle gagne en 2012 le championnat national de cette spécialité. Pratiquant le cross triathlon elle participe au championnat du monde de Xterra Triathlon et remporte la couronne mondiale en 2013. Elle défend son titre en 2014, mais termine à la troisième place. 
Nicky Samuels est mariée à Steve Gould et vit à Wanaka.

## Palmarès
Le tableau présente les résultats les plus significatifs (podium) obtenus sur le circuit international de triathlon depuis 2006,.
| Année | Compétition                                         | Pays             | Position           | Temps           |
| ----- | --------------------------------------------------- | ---------------- | ------------------ | --------------- |
| 2014  | WTS Stockholm                                       | Suède            | Médaille de bronze | 1 h 3 min 5 s   |
| 2014  | WTS Edmonton                                        | Canada           | Médaille de bronze | 2 h 0 min 31 s  |
| 2014  | Championnat du monde Xterra - Maui                  | États-Unis       | Médaille de bronze | 2 h 56 min 32 s |
| 2013  | Grand Prix de triathlon - Étape des Sables-d'Olonne | France           | Médaille d'argent  | Timing          |
| 2013  | Championnat du monde Xterra - Maui                  | États-Unis       | Médaille d'or      | 2 h 57 min 48 s |
| 2012  | Championnat du monde d'aquathlon                    | Nouvelle-Zélande | Médaille d'or      | 0 h 33 min 2 s  |
| 2012  | Coupe du monde - l'étape de Tongyeong               | Corée du Sud     | Médaille d'or      | 2 h 1 min 51 s  |
| 2011  | Coupe du monde - l'étape de Mooloolaba              | Australie        | Médaille d'or      | 2 h 3 min 13 s  |
| 2010  | Championnats du monde de triathlon en relais mixte  | Suisse           | Médaille de bronze | 1 h 14 min 11 s |
| 2007  | Grand Prix de triathlon - Étape de Dunkerque        | France           | Médaille d'or      | Timing          |
| 2006  | Grand Prix de triathlon - Étape de Jard-sur-Mer     | France           | Médaille d'or      | Timing          |
| 2006  | Grand Prix de triathlon - Étape des Beauvais        | France           | Médaille d'argent  | Timing          |